# Haüyna
L'haüyna, o hauynita és un mineral de la classe dels silicats (tectosilicats). Va ser descoberta l'any 1807, i anomenada així per Tønnes Christian Bruun-Neergaard en honor del francès René Just Haüy (1743-1822), pare de la cristal·lografia. L'any 1868 va ser temporalment anomenada hauynita per James Dwight Dana. Pertany al grup sodalita de minerals.

## Característiques
L'haüyna és una barreja complexa d'aluminosilicats de sodi i calci amb anions sulfats. Pot portar com a impuresa anions de clorur. Cristal·litza en el sistema isomètric formant normalment cristalls dodecaèdrics o pseudooctaèdrics. La seva duresa és de 5,5 a 6 a l'escala de Mohs, i la seva exfoliació és perfecta. Les varietats de colors més pàl·lid són fàcilment confoses amb la noseana, un altre mineral del grup sodalita.
Segons la classificació de Nickel-Strunz, l'haüyna pertany a «09.FB - Tectosilicats sense H₂O zeolítica amb anions addicionals» juntament amb els següents minerals:
afghanita, alloriïta,
balliranoïta, bicchulita, bystrita,
cancrinita, cancrisilita, carbobystrita, cianoxalita,
danalita, davyna, depmeierita,
fantappieïta, farneseïta, franzinita,
genthelvita, giuseppettita,
helvina, hidroxicancrinita,
kamaishilita, kircherita,
latzurita, liottita,
marialita, marinellita, meionita, microsommita,
noseana,
pitiglianoïta,
quadridavyna,
sacrofanita, silvialita, sodalita,
tounkita, tsaregorodtsevita, tugtupita i
vishnevita.

## Formació i jaciments
Apareix en fonolites i en altres roques ígnies deficients en silici i riques en elements alcalins. Menys comunament també s'ha trobat en roques extrusives sense nefelina. A Catalunya s'ha trobat haüyna en alguns volcans d'Olot, a la Garrotxa (Girona). Sol trobar-se associada a altres minerals com: nefelina, leucita, andradita amb titani, mel·lilita, augita, sanidina, biotita, flogopita o apatita.

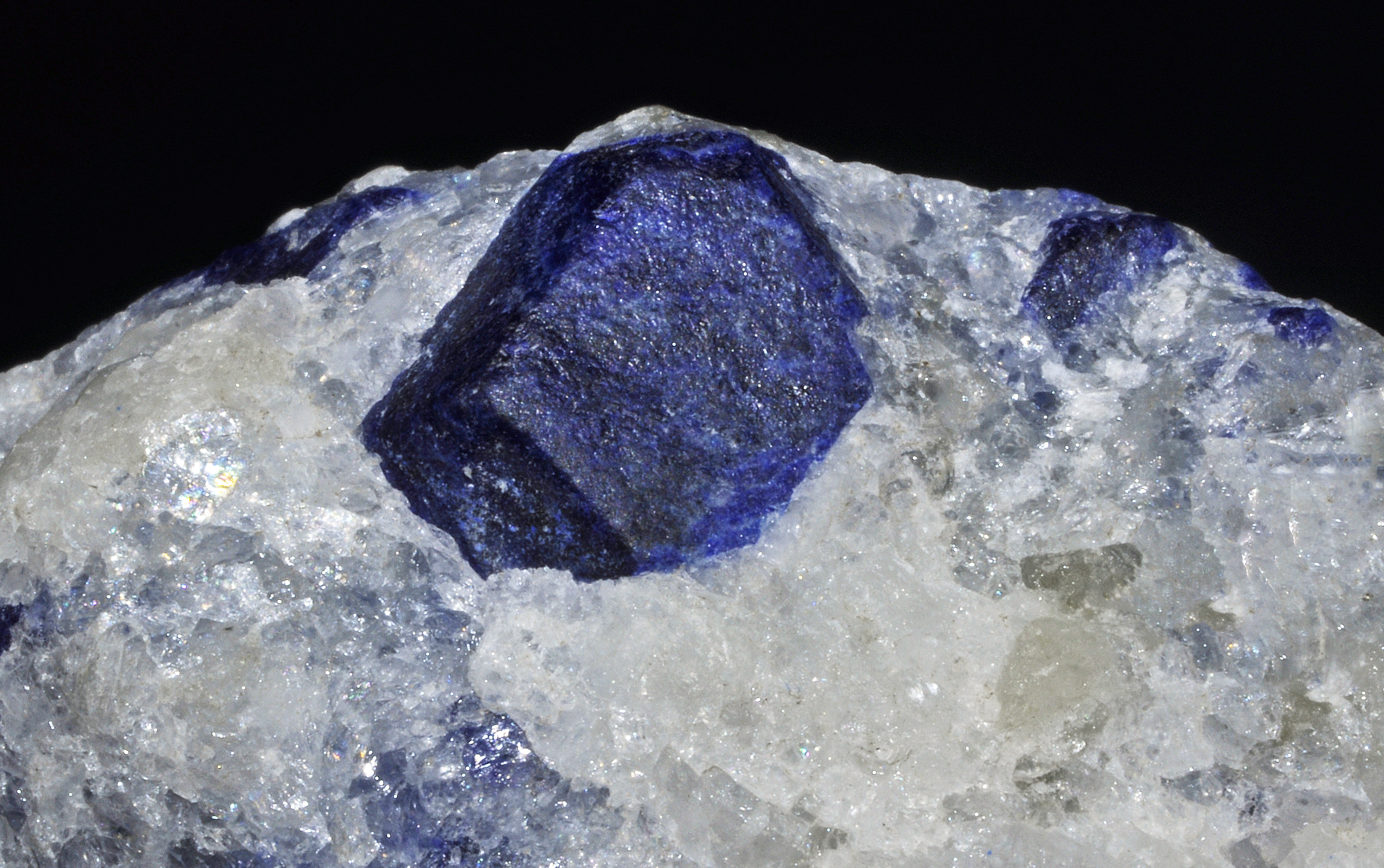
Latzurita, varietat de haüyna, sobre calcita, de l'Afganistan

## Varietats
La latzurita és l'única varietat d'haüyna existent. La seva fórmula és Na₆Ca₂(Al₆Si₆O24)(SO₄,S,S₂, S₃,Cl,OH)₂, en la que sovint es troba una substitució menor de K per Na. Rep el seu nom del persa Lazhward, blau, també pel seu color blau fosc semblant a l'atzurita. La latzurita és el component blau de la pedra decorativa anomenada lapislàtzuli.
La latzurita és un producte de metamorfisme de contacte de la pedra calcària, i en general s'associa amb la calcita, pirita, diòpsid, humita, forsterita, haüyna i moscovita. Altres minerals de color blau com el carbonat atzurita i el fosfat latzulita es poden confondre amb la latzurita, però es distingeixen fàcilment amb una revisió exhaustiva.